# Stephan Letter
Stephan Letter (* 17. September 1978 in Herdecke) ist ein deutscher Serienmörder. Er brachte als Krankenpfleger 29 Patienten um.
Letter absolvierte von August 1998 bis Juli 1999 im Rahmen seines Zivildienstes eine Ausbildung zum Rettungssanitäter im DRK-Kreisverband Ludwigsburg. Im Anschluss absolvierte er seine Ausbildung zum Krankenpfleger am Klinikum Ludwigsburg. Am 6. Januar 2003 trat Letter seine Arbeit als Krankenpfleger in der Klinik Sonthofen an.
Am 29. Juli 2004 wurde Letter wegen Medikamentendiebstählen und ungeklärten Todesfällen festgenommen. Nach dem Geständnis zu zehn Todesfällen und der Überprüfung von 83 Fällen, teilweise durch Exhumierung, erhob die Kemptener Staatsanwaltschaft am 15. September 2005 Anklage wegen Mordes in 16 Fällen, Totschlags in zwölf Fällen, Tötung auf Verlangen in einem Fall sowie einmal versuchten Totschlags, zwei Fällen der gefährlichen Körperverletzung und Diebstahls. Am 7. Februar 2006 wurde der Prozess vom Landgericht Kempten eröffnet. Am 20. November 2006 wurde Letter zu lebenslanger Haft verurteilt. Demnach tötete Letter zwischen dem 2. Februar 2003 und dem 10. Juli 2004 insgesamt 29 Patienten im Alter zwischen 40 und 95 Jahren durch Giftspritzen. Das Gericht stellte die besondere Schwere der Schuld fest. Zudem belegte das Gericht den damals 28-Jährigen mit einem lebenslangen Berufsverbot.
Er verbüßt seine Strafe in der Justizvollzugsanstalt Straubing. Medien bezeichneten ihn als „Todespfleger von Sonthofen“.